# Purity of Essence
Purity of Essence è il secondo ed ultimo album solista del polistrumentista Quorthon, pubblicato nel 1997.
Nel disco l'artista suona tutti gli strumenti dell'album, del quale ha realizzato anche la copertina.

## Tracce

### Disco 1
1. "Rock 'n Roll (Instrumental)" – 0:04
2. "I've Had it Coming My Way" – 3:29
3. "When Our Day is Through" – 4:25
4. "One of Those Days" – 3:59
5. "Cherrybutt & Firefly" – 3:32
6. "Television" – 3:41
7. "Hit My Head" – 5:28
8. "Hump for Fun" – 3:12
9. "Outta Space" – 4:06
10. "Fade Away" – 6:14
11. "I Want Out" – 4:14
12. "Daddy's Girl" – 4:18
13. "Coming Down in Pieces" – 5:50

### Disco 2
1. "Roller Coaster" – 4:06
2. "It's Ok" – 4:18
3. "All in All I Know" – 4:18
4. "No Life at All" – 2:38
5. "An Inch Above the Ground" – 3:34
6. "The Notforgettin" – 4:09
7. "Deep" – 5:32
8. "Label on the Wind" – 6:47
9. "Just the Same" – 4:54
10. "You Just Got to Live" – 5:03

## Formazione
- Quorthon - tutti gli strumenti